# Freemaniella eastopi
Freemaniella eastopi är en tvåvingeart som först beskrevs av Freeman 1956.  Freemaniella eastopi ingår i släktet Freemaniella och familjen fjädermyggor. Inga underarter finns listade i Catalogue of Life.